# Sint-Petrus-en-Pauluskerk (Chimay)

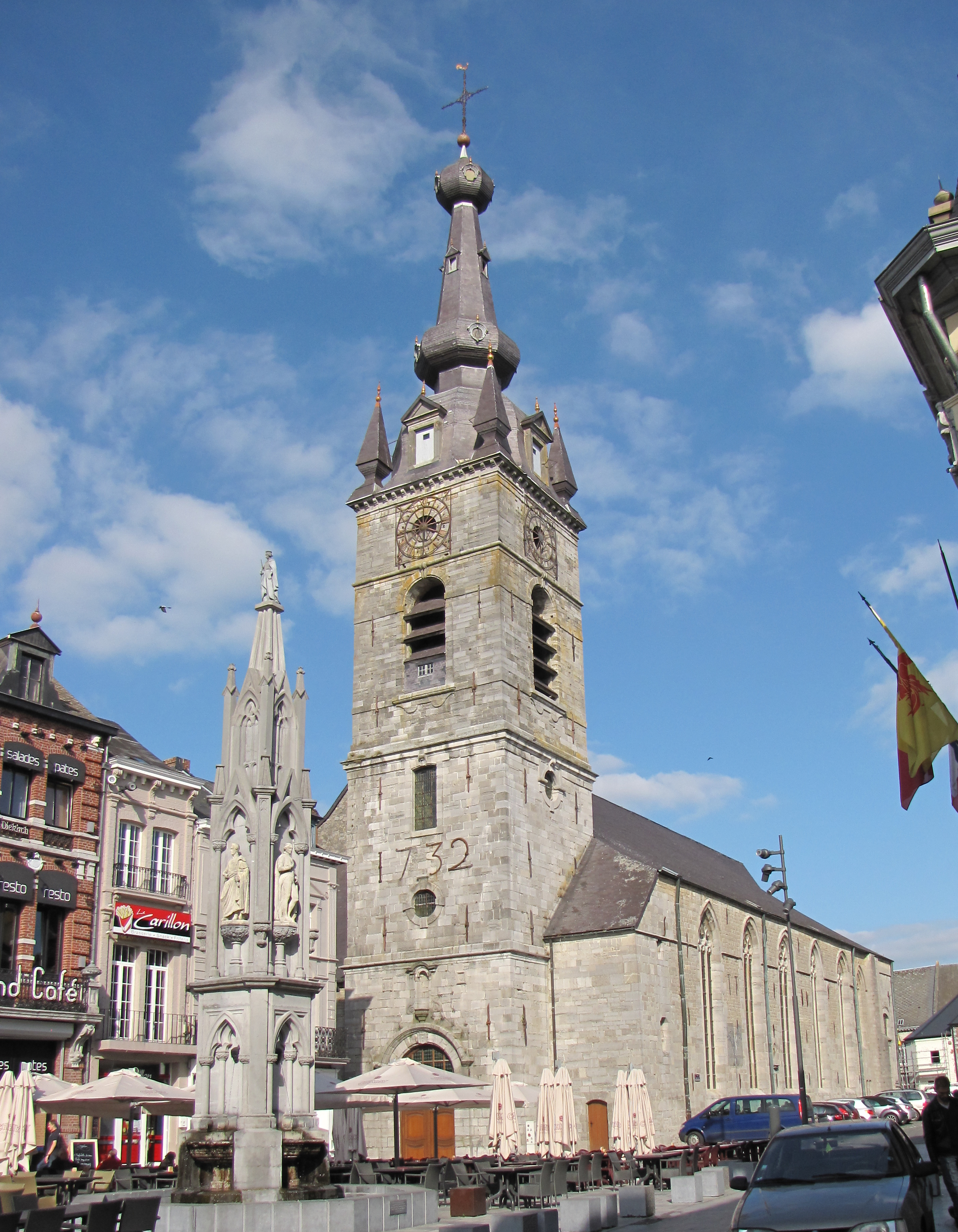
De kerk met ervoor de Prinsenfontein

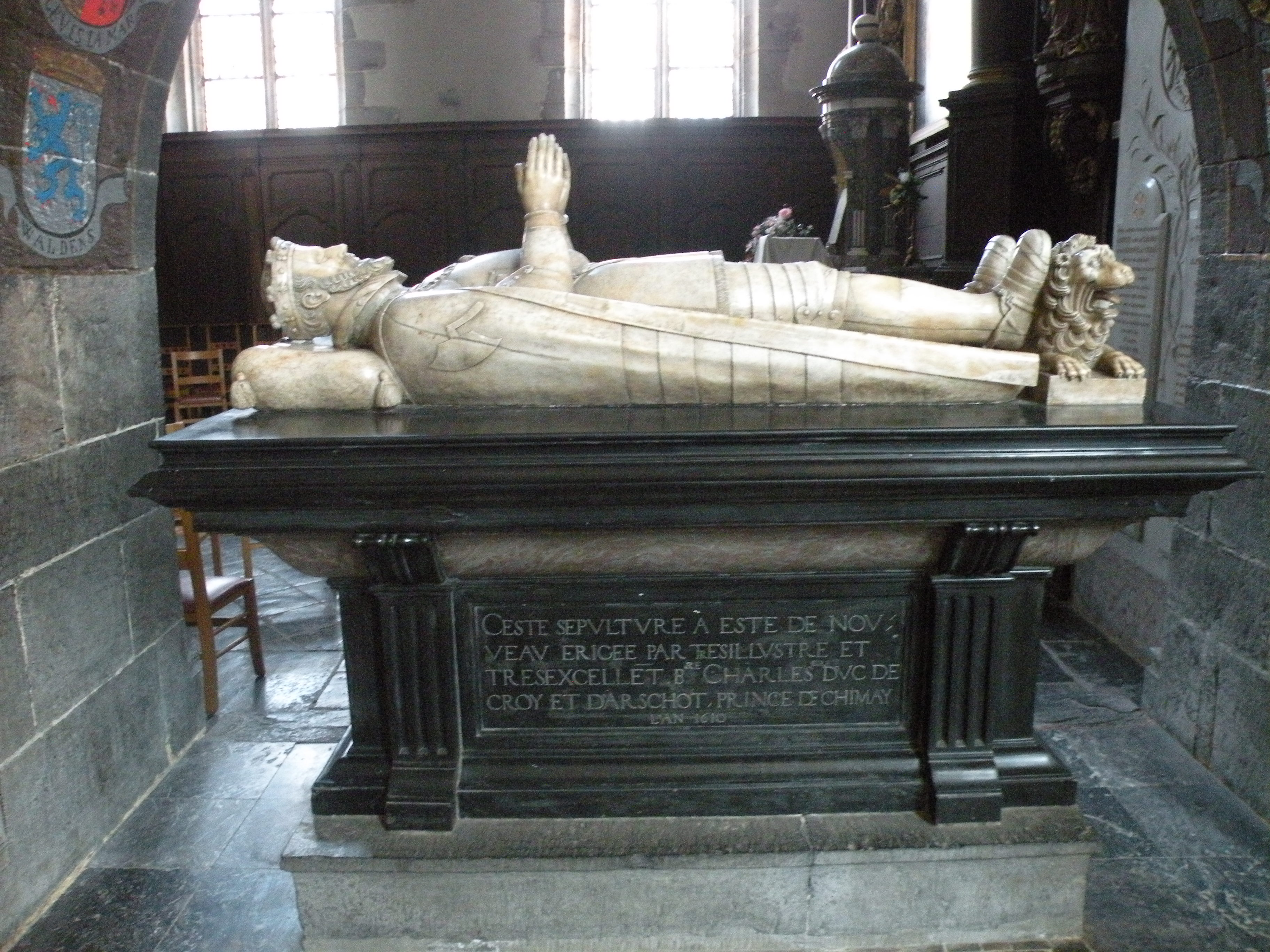
Het praalgraf van Karel I van Croÿ

De Collegiale Sint-Petrus-en-Pauluskerk (Frans: Collégiale des Saints Pierre et Paul) is een kapittelkerk op de Grand-Place van de Belgische stad Chimay.

## Geschiedenis
Een eerste kerk werd gebouwd bij het kasteel van Chimay, vermoedelijk in de 10e eeuw. Het seculiere kapittel is waarschijnlijk gesticht door Allard II van Chimay en verschijnt in 1107 een eerste keer in de bronnen. De beroemdste kanunnik, Jean Froissart, heeft een gedenksteen in de eerste kapel van de zuidelijke zijbeuk. In de 13e eeuw werd deze eerste kapittelkerk verwoest door een brand. Er werd beslist een nieuwe kerk te bouwen in het centrum van Chimay, op een terrein dat al vanaf de 11e eeuw dienst deed als begraafplaats. Het kerkschip is in 1427 getroffen door een brand. Na herbouwing werd de kerk opnieuw ingewijd in 1456. Het schip diende als parochiekerk en het koor was voorbehouden aan het kapittel. In 1678 was er opnieuw een brand, die de westelijke zijde van de kerk trof.

## Beschrijving
Het gebedshuis is een georiënteerde hallenkerk in Henegouwse laatgotiek. Het oudste deel is het 13e-eeuwse koor, gebouwd in de stijl van Laon. Het is in de 19e eeuw gerestaureerd en kreeg toen neogotische brandglasramen. De kruisgewelven boven het schip rusten op acht onversierde pilaren. Er zijn geen luchtbogen, de steunberen zijn ingebouwd en vormen in elke zijbeuk vijf kapellen. De zijbeuken zijn naar het koor verlengd door grotere kapellen. De barokke Sacramentskapel in het zuiden dateert uit 1634, maar is later verbouwd, onder meer om een sacristie te huisvesten. De gotische Sint-Niklaaskapel aan de noordkant (1501) was de grafkapel van de familie Croÿ. In het midden staat het zwartmarmeren praalgraf van Karel I van Croÿ, met zijn albasten gisant. De toren uit 1728-1732 – een ontwerp van de Bergense architect Bettignies – heeft een barokke bolspits en bevat een beiaard met 26 klokken.
Onder de kunstwerken in de kerk valt het grote kruis op dat centraal is opgehangen. Het is een gepolychromeerde  houtsculptuur uit de 16e eeuw. Bijzonder is voorts het barokke Sint-Arnolds- en Sint-Jacobsaltaar (18e eeuw), waarin processiebeelden zijn verwerkt en een schilderij van Onze-Lieve-Vrouw van de Pilaar. In de Onze-Lieve-Vrouw-van-de-Rozenkranskapel hangt een 17e-eeuws schilderij. Het orgel van de firma Pierre Schyven & Cie dateert uit 1896.

## Voetnoten
1. ↑  (fr) Marchesani, Frédéric  (17 april 2025). La collégiale de Chimay: Entre art et histoire. Paris Match Belgique  1233, p. 94-95